# Club Social y Deportivo Peñarol
El Club de Fútbol Peñarol de Chone, es un equipo de fútbol ecuatoriano, cuya sede esta en la ciudad de Chone, provincia de Manabí. Fue fundado el 10 de julio de 1978, juega en la Segunda Categoría de Ecuador.
Está afiliado a la Asociación de Fútbol No Amateur de Manabí

## Estadio
Grecia hace de local en el estadio Los Chonanas, sede que no le pertenece al club, sino al Municipio de Chone y la Liga Deportiva Cantonal de Chone.
El Estadio Los Chonanas es un estadio multiusos. Está ubicado en la calle 9 de Octubre y avenida Carlos Alberto Aray de la ciudad de Chone, provincia de Manabí.
Fue inaugurado en 17 de marzo de 1980, y cuenta con una capacidad de 2.195 espectadores.

## Palmarés

### Torneos nacionales
- Vicecampeón de Segunda Categoría de Ecuador (0):

### Torneos Provinciales
- Campeonato Provincial Manabí (0):

### Torneos amistosos
- Copa Libertadores de Manabí (0): .